# 克肯纳群岛

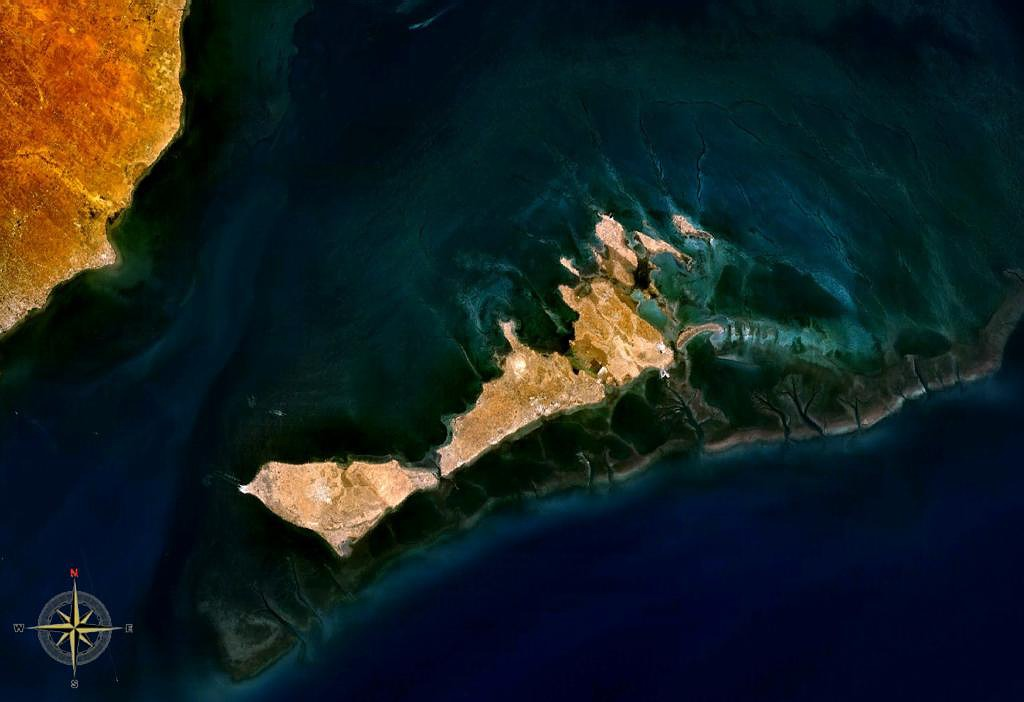
从太空中看克肯纳群岛。

克肯纳群岛（阿拉伯语：‎）也作盖尔甘奈群岛，是突尼斯东部，加贝斯湾内的一个群岛。行政上属于斯法克斯省。共有12个岛屿组成，总面积160平方公里。最大岛歇尔归岛，面积110平方公里。群岛遍布棕榈，各岛间有古罗马时期的海堤相连。